# Katrine (film)
Katrine er en dansk kortfilm fra 2009 instrueret af Malik Thomas Spang Bruun.

## Handling
Filmen er et kort, lille, poetisk forsøg på at fange luften mellem de talte ord.